# James Thomson (fisico)
James Thomson (Belfast, 16 febbraio 1822 – Glasgow, 8 maggio 1892) è stato un fisico, ingegnere e inventore britannico.
Fu insegnante a Glasgow e costruttore di pompe idrauliche; la sua fama venne offuscata da quella del fratello, Lord Kelvin.

## Biografia
Nonostante fosse nato a Belfast, crebbe a Glasgow dove il padre, dal 1832, aveva la cattedra di professore di matematica. Frequentò l'università da ragazzo e si laureò a soli 17 anni. Successivamente si dedicò all'approfondimento accademico delle diverse branche dell'ingegneria, per dedicarsi quindi agli studi della teoria matematica, spesso assieme al fratello.
Poco prima dei trent'anni d'età si specializzò in ingegneria idraulica. Nel 1855 divenne professore di ingegneria civile presso la Queen's University Belfast dove visse fino al 1837, anno in cui ricevette la cattedra di ingegneria civile e meccanica a Glasgow, precedendo William Rankine. Andò in pensione nel 1889 e morì nel 1892.

## Lavoro
James Thomson è noto per i suoi studi e i miglioramenti introdotti alle pale idrauliche, alle turbine e alle pompe idrauliche, nonché per i suoi studi sull'influenza della pressione sul punto di liquefazione dell'acqua e, di conseguenza, sul cambio di stato. Inoltre studiò la glaciologia, in particolare i movimenti dei ghiacciai, ampliando il lavoro di James David Forbes. Si dedicò inoltre ad approfondire i lavori del suo collega Thomas Andrews inerenti alla continuità della materia fluida e dei gas, ampliando la comprensione grazie ad una precisa e puntuale applicazione delle leggi della termodinamica. Scrisse saggi anche sulla fluidodinamica e sulla geologia.
I suoi studi più importanti nei campi della fisica e dell'ingegneria vennero pubblicati postumi in una raccolta di oltre 500 pagine. Tale raccolta, pubblicata anche online gratuitamente, contiene anche due biografie rispettivamente di 80 e 10 pagine. Tra le altre cose, da questo lavoro si evince che Thomson fu il primo ad utilizzare in inglese le parole radian, interface e apocentric oltre ad altri neologismi che però non si sono affermati.
Fra le sue invenzioni più importanti si annoverano il componente centrale della futura Turbina Francis e la briglia Thomson. A Thomson vengono anche spesso attribuite delle invenzioni che sono la base per lo sviluppo del moderno frigorifero.